# ميبو
ميبو (بالإنجليزية: meebo)‏، كانت ميبو مزود خدمة الرسائل الفورية والشبكات الاجتماعية. تأسست في سبتمبر 2005 بواسطة ساندي جين وسيث ستيرنبرغ وإيلين ويري، وكان مقرها في ماونتن فيو، كاليفورنيا. في البداية، قدمت الشركة خدمة المراسلة الفورية على شبكة الإنترنت، مما وسع نطاق عرضها في الدردشة العامة عبر الإنترنت وحتى اتجاهات الشبكات الاجتماعية. في يونيو 2012، استحوذت جوجل على ميبو لدمج موظفي الشركة مع فريق مطوري جوجل+.

## تاريخ
بعد الفترة الأولية التي تم فيها تمويل المشروع حصريًا من قبل مؤسسيه، جمعت ميبو 100000 دولار كاستثمارات ملاك (شمل المستثمرون أورين هوفمان ومارك أندريسن)، وتلقى 3.5 مليون دولار من سيكويا في عام 2005، و9 ملايين دولار من درابر فيشر جورفيتسون في عام 2006.
في 2 أغسطس 2006، أطلقت ميبو أداة نافذة الدردشة «ميبو مي» المستندة إلى الفلاش للمواقع الشخصية، والتي أضافت تلقائيًا الزوار إلى قائمة جهات اتصال ميبو ماسنجر الخاصة بمالك الموقع، مما يوفر إمكانية بدء دردشة في الوقت الفعلي لكل من مالك الموقع والزائر في مايو 2007، أطلقت ميبو غرف دردشة (غرف) مزودة بوسائط يمكن تضمينها في أي صفحة من صفحات مواقع الويب. في هذه المرحلة، لم يكن لدى ميبو سل نموذج إيرادات.
في أبريل 2008، حصلت ميبو على 25 مليون دولار من تمويل رأس المال الاستثماري من جافكو للاستثمار وتحذير الوقت وبنك كرونجتاي للاستثمار والأوراق المالية. في ديسمبر 2008، بدأت ميبو في تقديم أداة تكامل "مجتمع التراسل الفوري"، والتي استهدفت المواقع الموجهة للمجتمع وقدمت خدمات ميبو في مواقع الطرف الثالث. بعد مرور عام، في ديسمبر 2009، تم استبدال مجتمع التراسل الفوري بـ "ميبو، وهي أداة يمكن دمجها بواسطة أطراف ثالثة في مواقعهم، مما يوفر وظائف محادثة متقدمة لمستخدميهم.
أثناء العمل في البداية على الوصول إلى الويب إلى سوق الرسائل الفورية، قامت ميبو بتوسيع عروضها في خدمات الشبكات الاجتماعية ذات الشعبية المتزايدة. في فبراير 2009، أضافت ميبو فيسبوك ماسنجر إلى قائمة برامج المراسلة الفورية المدعومة.
أثناء ظهور الجيل الجديد من أنظمة تشغيل الهواتف الذكية، أصدرت ميبو تطبيقات للهواتف المحمولة لجميع المنصات الرئيسية: أندرويد وآي أو إس وبلاك بيري. في فبراير 2010، بعد أن كانت من بين أول من أطلق تطبيق آيفون، أصدرت ميبو تطبيق آيفون أصليًا كاملاً.
في مايو 2010، تم إيقاف خدمة ميبو رومز الأصلية، وتمت إزالة الميزة في نهاية المطاف في أكتوبر 2011.[بحاجة لمصدر] في فبراير 2011، استحوذت ميبو على شركة وسائل الإعلام العقلية الإعلان لتحسين استهداف إعلاناتها. في 4 حزيران 2012، أعلنت شركة ميبو أنها دخلت في اتفاقية لتكتسبها جوحل. بعد شهر، في 11 يوليو 2012، تم إيقاف جميع منتجات ميبو باستثناء ميبو بار، الذي ظل يعمل حتى 6 يونيو 2013. تم تعيين موظفي ميبو لتطوير جوجل+.
تم استخدام ميبو أيضًا كقرصنة للمستخدمين للاتصال بحسابات المراسلة الفورية الخاصة بهم في شبكات المدارس أو المكاتب التي تحظر مثل هذه التطبيقات.

## منتجات

### ماسنجر
ميبو ماسنجر، العرض الأولي لميبو، كان تطبيق مراسلة فورية قائم على المستعرض يدعم خدمات مراسلة فورية متعددة (ياهو! وويندوز لايف ماسنجر وAOL رسول فوري وآي سي كيو وماي سبيس آي إم وفيسبوك ماسنجر وجوجل توك). تضمنت ميزات ميبو ماسنجر تسجيل الدخول غير المرئي والوصول الموحد المتزامن إلى العديد من خدمات المراسلة الفورية وتسجيل المحادثات. تمت إضافة ميزات نقل الملفات وعقد المؤتمرات عبر الفيديو لاحقًا إلى التطبيق. كان نظام الإخطار متاحًا أيضًا لمستخدمي ويندوز عبر برنامج تنبيه مستقل قابل للتثبيت، والذي يمكن أن يحافظ أيضًا على وجود المستخدم. يمكن لمستخدمي ميبو المسجلين حفظ معلومات تسجيل الدخول الخاصة بهم، بحيث يتم إنشاء جميع اتصالات التراسل الفوري تلقائيًا عند تسجيل الدخول إلى ميبو.
احتفظ التطبيق بقائمة جهات اتصال واحدة موحدة لجميع حسابات المستخدمين، ونسب جهات الاتصال إلى بروتوكولات المراسلة الفورية عن طريق وضع شعارات البروتوكولات أمامهم، على الرغم من عدم إظهار الصور الرمزية لجهة الاتصال. تعامل التطبيق تلقائيًا مع دعوات جهات الاتصال والموافقات. تضمنت الميزات الاجتماعية لبرنامج ماسنجر الألعاب عبر الإنترنت والدردشة متعددة المستخدمين (عبر ميبو ماسنجر)، ومشاركة اسم المسار الذي يتم تشغيله حاليًا ودعم بروتوكولات الرسائل الخاصة بالشبكات الاجتماعية. (على الرغم من أن ميبو ماسنجر لم يخطر بالتحديثات في الشبكات الاجتماعية).

### غرف
كانت غرف ميبو خدمة دردشة متعددة المستخدمين مدعومة بالإعلانات. دخلت ميبو في شراكة مع بليب.تي في ومجموعة كابيتول الموسيقية وشبكات سي نت وإن بي سي العالمية وغيرها لتوفير غرف متاحة بسهولة على مواقع الويب الخاصة بهم، بحيث يمكن للمستخدمين مناقشة محتوى المواقع أثناء استهلاكها. كانت غرف ميبو متاحة من ميبو ماسنجر وعبر مواقع الشبكات الاجتماعية الخارجية بما في ذلك بيكزو ومراجعة 3 وروك يو والموسومة.
دعمت غرف ميبو ما يصل إلى 80 مشاركًا في وقت واحد ومنحت درجة من التحكم للمضيف، مما يسمح بدعوة وحظر المشاركين في الدردشة.

## برامج منافسة
- شات أون